# Hans Schaarwächter

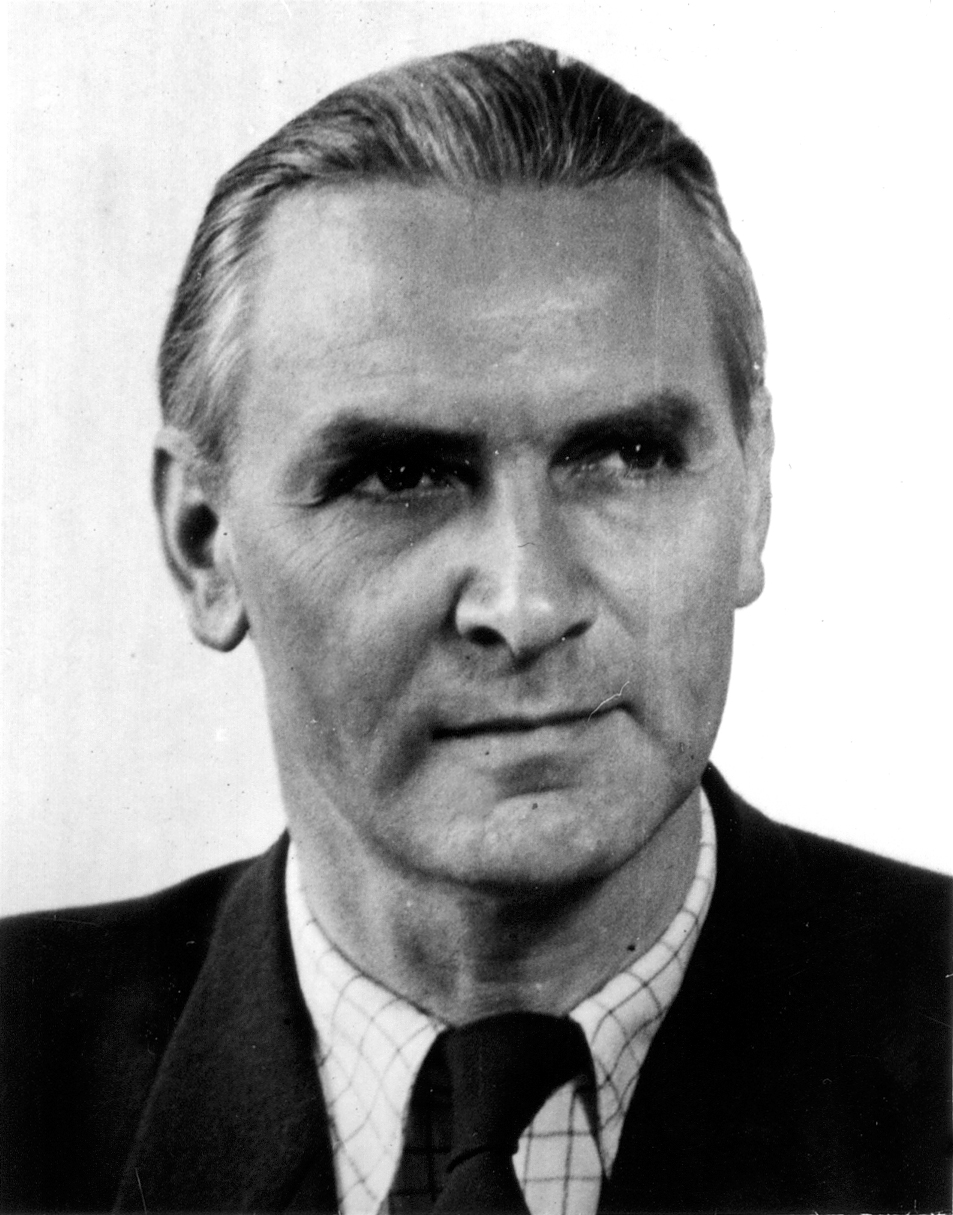
Hans Schaarwächter, 1950

Hans August Schaarwächter (* 22. Februar 1901 in Barmen; † 12. Februar 1984 in Köln) war ein deutscher Journalist, Schriftsteller und Schauspieler.

## Leben
Schaarwächter, Großneffe des Photographen Julius Schaarwächter und Neffe des Berliner Hofphotographen Julius Cornelius Schaarwächter, wuchs in Barmen auf. Nach einer Lehre als Buchhalter zog er nach Düsseldorf, wo er langjähriges Mitglied der Tageszeitung Der Mittag war, vor allem im Bereich Feuilleton. Daneben war er Mitglied des Kabaretts Kom(m)ödchen, für das er auch diverse Sketche schrieb, und gastierte im Münchner Kabarett Simpl. 1927 heiratete er Gertrud Millies (1904–2001), mit der er zwei Kinder hatte, Georg (1929–2018) und Gerda (* 1938).
Von 1939 bis 1941 war er als  Dramaturg am Schauspiel Köln, ehe er zum Kriegsdienst eingezogen wurde. Zunächst diente er als Leuchtturmwächter an der dänischen Grenze, wurde dann wegen subversiven Verhaltens als Hilfszollbetriebsassistent an den Comer See zwangsversetzt. Nach dem Zweiten Weltkrieg blieb er zunächst in Italien; Giorgio Strehler veranlasste hier 1947 die Uraufführung seines Dramas Die Trauer der Altäa in der Piccola Scala in Mailand.
Nach seiner Rückkehr nach Deutschland nahm er seine journalistische Tätigkeit wieder auf.
Bekanntheit erlangte er als Filmkritiker (er war Vorsitzender des Deutschen Filmclubs) und gehörte zu den ersten regelmäßigen Berichterstattern der Internationalen Filmfestspiele Berlin. Kurzzeitig war Schaarwächter Dramaturg beim Kölner Hänneschen-Theater.
Theaterstücke
Zeitlebens hat die Schriftstellerei Hans Schaarwächter begleitet – er schrieb Theaterstücke unterschiedlichster Sujetwahl, von Lustspielen (Das entkleidete Hemd, Petra und das Modell, Der Herr auf Hochglanz, Der Max) über surrealistisch anmutende Werke (Am Kraterrand) bis hin zu zahlreichen Dramen, in denen er seine Kriegserlebnisse verarbeitete (Das Ende der Familie Reith, Das letzte Haus, Der Zivilist Soll, Der Geworfene, Ubalda, rette Ugo!). Das Hochzeitsbett folgt der Tradition der klassischen griechischen Komödie, Die Trauer der Altäa und Der Triumph der Altäa der griechischen Tragödie. Ein Pferd baden erschien vor dem Zweiten Weltkrieg als Fortsetzungsroman im Mittag.

## Nachkommen
Seine Tochter ist die Kirchenmusikerin Gerda Schaarwächter, von 1963 bis 2003 Kirchenmusikdirektorin an der Johanneskirche in Köln-Sülz. Hans Schaarwächter ist Großvater des Musikwissenschaftlers Jürgen Schaarwächter.

## Schriften
- Ich lieb' den Hans. A. Strauch, Leipzig 1941
- Im Bad dein Heil. Droste, Düsseldorf 1959

## Notizen
1. ↑  Jürgen Schaarwächter: Hans August Schaarwächter. In: schaarwaechter.info. Abgerufen am 27. April 2025.
2. ↑  Kriegserlebnisse verarbeitet: „Das letzte Haus“ von Hans Schaarwächter. In: kirche-koeln.de. Evangelische Kirche Köln und Region, 26. April 2015, abgerufen am 27. April 2025.
3. ↑  Historie. Johanneskantorei Köln-Klettenberg, Chor der evangelischen Kirchengemeinde Köln-Klettenberg, 20. März 2025, abgerufen am 27. April 2025.
4. ↑  gemeint ist die "Kameradschaftliche Vereinigung junger Barmer Maler - Die Wupper" um Walter Gerber, Kurt Nantke, Richard Paling, Ferdinand Röntgen aus den 20er Jahren. In dem Ausstellungskatalog Bohême an der Wupper von 1992, Bergisches Museum im Schloss Burg, gibt es ein Porträt Schaarwächters, Abb. 3

| Personendaten    | Personendaten                                   |
| ---------------- | ----------------------------------------------- |
| NAME             | Schaarwächter, Hans                             |
| ALTERNATIVNAMEN  | Schaarwächter, Hans August (vollständiger Name) |
| KURZBESCHREIBUNG | deutscher Journalist und Dramaturg              |
| GEBURTSDATUM     | 22. Februar 1901                                |
| GEBURTSORT       | Barmen                                          |
| STERBEDATUM      | 12. Februar 1984                                |
| STERBEORT        | Köln                                            |